# 斷箭城
布罗肯阿罗是美國俄克拉荷馬州東部塔爾薩縣的一個城市，面積118.1 km2平方公里，與塔爾薩、比克斯比比鄰。根據美國2000年人口普查，共有人口98,850
人，是該州第四大城市。

## 著名人物
- :美國歌手、演員

## 外部連結
- City website （页面存档备份，存于）